# Moriondo Torinese
Moriondo Torinese är en ort och kommun i storstadsregionen Turin, innan 2015 provinsen Turin, i regionen Piemonte, Italien. Kommunen hade 831 invånare (2017).